# 应名洪
应名洪（1951年—），浙江宁波人，汉族，中华人民共和国政治人物、第十一届全国人民代表大会上海地区代表。
毕业于同济大学城市道路与桥梁专业，是中共党员。担任上海申通地铁集团有限公司党委书记、董事长。2008年起担任全国人大代表。